# Copenhagen Masters 2008
Das Copenhagen Masters 2008 im Badminton war die 16. Auflage des Copenhagen Masters. Es fand in Kopenhagen vom 27. bis 29. Dezember 2008 statt. Das Preisgeld betrug 310.000 Dänische Kronen.

## Herreneinzel

### Gruppe 1
| Spieler          | Pld | W | L | Pts |
| ---------------- | --- | - | - | --- |
| Kenneth Jonassen | 2   | 2 | 0 | 2   |
| Sony Dwi Kuncoro | 2   | 1 | 1 | 1   |
| Przemysław Wacha | 2   | 0 | 2 | 0   |

| 27. Dezember 2008 |                      |                  |
| Sony Dwi Kuncoro  | 21-17, 20-17 Aufgabe | Przemysław Wacha |
| Kenneth Jonassen  | 21-17, 21-14         | Przemysław Wacha |
| 28. Dezember 2008 |                      |                  |
| Kenneth Jonassen  | 21-17, 21-15         | Sony Dwi Kuncoro |

### Gruppe 2
| player           | Pld | W | L | Pts |
| ---------------- | --- | - | - | --- |
| Peter Gade       | 2   | 2 | 0 | 2   |
| Wong Choong Hann | 2   | 1 | 1 | 1   |
| Joachim Persson  | 2   | 0 | 2 | 0   |

| 27. Dezember 2008 |                     |                  |
| Peter Gade        | 21-17, 20-22, 21-12 | Joachim Persson  |
| Wong Choong Hann  | 21-11, 21-17        | Joachim Persson  |
| 28. Dezember 2008 |                     |                  |
| Peter Gade        | 21-7, 21-19         | Wong Choong Hann |

### Finale
|  | Finale |                  |    |    |  |
|  |        |                  |    |    |  |
|  |        | Peter Gade       | 21 | 21 |  |
|  |        | Kenneth Jonassen | 14 | 15 |  |
|  |        |                  |    |    |  |

## Dameneinzel

### Gruppe 1
| Spieler             | Pld | W | L | Pts |
| ------------------- | --- | - | - | --- |
| Tine Rasmussen      | 2   | 2 | 0 | 2   |
| Adriyanti Firdasari | 2   | 1 | 1 | 1   |
| Judith Meulendijks  | 2   | 0 | 2 | 0   |

| 27. Dezember 2007   |                    |                     |
| Tine Rasmussen      | 21-17, 21-14       | Judith Meulendijks  |
| Adriyanti Firdasari | 21-8, 16-21, 21-15 | Judith Meulendijks  |
| 28. Dezember 2008   |                    |                     |
| Tine Rasmussen      | 22-20, 21-14       | Adriyanti Firdasari |

### Gruppe 2
| player                | Pld | W | L | Pts |
| --------------------- | --- | - | - | --- |
| Xu Huaiwen            | 2   | 2 | 0 | 2   |
| Pi Hongyan            | 2   | 1 | 1 | 1   |
| Nanna Brosolat Jensen | 2   | 0 | 2 | 0   |

| 27. Dezember 2008 |                     |                       |
| Xu Huaiwen        | 21-18, 21-19        | Nanna Brosolat Jensen |
| Xu Huaiwen        | 15-21, 21-12, 21-19 | Pi Hongyan            |
| 28. Dezember 2008 |                     |                       |
| Pi Hongyan        | 21-10, 21-10        | Nanna Brosolat Jensen |

### Finale
|  | Finale |                |    |    |  |
|  |        |                |    |    |  |
|  |        | Tine Rasmussen | 21 | 21 |  |
|  |        | Xu Huaiwen     | 18 | 17 |  |
|  |        |                |    |    |  |

## Herrendoppel

### Gruppe 1
| Spieler                        | Pld | W | L | Pts |
| ------------------------------ | --- | - | - | --- |
| Mathias Boe Carsten Mogensen   | 2   | 2 | 0 | 2   |
| Michał Łogosz Robert Mateusiak | 2   | 1 | 1 | 1   |
| Markis Kido Hendra Setiawan    | 2   | 0 | 2 | 0   |

| 27. Dezember 2008              |              |                                |
| Mathias Boe Carsten Mogensen   | 21-18, 21-18 | Michał Łogosz Robert Mateusiak |
| 28. Dezember 2008              |              |                                |
| Mathias Boe Carsten Mogensen   | 21-17, 21-15 | Markis Kido Hendra Setiawan    |
| Michał Łogosz Robert Mateusiak | 21-8, 21-17  | Markis Kido Hendra Setiawan    |

### Gruppe 2
| Spieler                     | Pld | W | L | Pts |
| --------------------------- | --- | - | - | --- |
| Lars Paaske Jonas Rasmussen | 2   | 2 | 0 | 2   |
| Mak Hee Chun Teo Kok Siang  | 2   | 1 | 1 | 1   |
| Ruud Bosch Koen Ridder      | 2   | 0 | 2 | 0   |

| 27. Dezember 2008           |              |                            |
| Lars Paaske Jonas Rasmussen | 21-12, 21-15 | Ruud Bosch Koen Ridder     |
| 28. Dezember 2008           |              |                            |
| Mak Hee Chun Teo Kok Siang  | 23-21, 24-22 | Ruud Bosch Koen Ridder     |
| Lars Paaske Jonas Rasmussen | 21-15, 21-16 | Mak Hee Chun Teo Kok Siang |

### Finale
|  | Finale |                              |    |    |    |
|  |        |                              |    |    |    |
|  |        | Lars Paaske Jonas Rasmussen  | 14 | 21 | 21 |
|  |        | Mathias Boe Carsten Mogensen | 21 | 13 | 19 |
|  |        |                              |    |    |    |